# Microdrosophila paradistincta
Microdrosophila paradistincta är en tvåvingeart som beskrevs av De och Gupta 1994. Microdrosophila paradistincta ingår i släktet Microdrosophila och familjen daggflugor. Inga underarter finns listade i Catalogue of Life.